# Ann Norstedt
Ann Viola Norstedt, född 30 augusti 1950 i Brännkyrka församling, Stockholm, är en svensk skådespelare. 
Hon var med i två Jan Halldoff-filmer i slutet av 1960-talet och medverkade 1971 i musikalen Oh! Calcutta!.
Ann Norstedt är bosatt i Luleå.

## Filmografi
- 1968 – Korridoren
- 1969 – En dröm om frihet

## Teater

### Roller (ej komplett)
| År   | Roll        | Produktion                  | Regi           | Teater |
| ---- | ----------- | --------------------------- | -------------- | ------ |
| 1971 | Medverkande | Oh! Calcutta! Kenneth Tynan | Hans Bergström | Folkan |